# Camp de réfugiés Al-Sabinah
Le camp de réfugiés Al-Sabinah, en arabe : مخيم سبينة ou camp de réfugiés de Sbeineh, est un camp de réfugiés palestiniens en Syrie.
Il est établi en 1948 et situé aux abords de la ville de Sbeineh, à 14 km au sud de Damas.
Le camp abritait des personnes déplacées à la suite de la guerre de 1948, ainsi que des Palestiniens qui s'étaient installés sur le plateau du Golan et qui en avaient été chassés à la suite de la guerre des Six Jours de 1967.
En raison des affrontements militaires qui ont eu lieu dans le camp en 2013, l'ensemble de ses 22 600 résidents ont été déplacés. Certaines familles ont alors quitté le pays à la recherche d'un refuge dans les pays voisins. Les forces gouvernementales ont repris le contrôle du camp fin 2013. Le camp est resté fermé pendant près de quatre ans car gravement endommagés.
En septembre 2017, les civils ont pu revenir dans le camp. En 2018, toutes les installations de l'Office de secours et de travaux des Nations unies pour les réfugiés de Palestine dans le Proche-Orient (UNRWA) ont été réhabilitées, notamment trois écoles, le bureau de la santé environnementale, le bureau des travailleurs sociaux, le centre de distribution alimentaire, le centre de santé et le centre communautaire. L'agence a également apporté son soutien aux réfugiés palestiniens en transportant de l'eau et en déblayant les décombres des rues principales et des allées.
Selon les statistiques pour l'année académique 2020-2021, le nombre d'élèves inscrits s'élève à plus de 3 766 enfants répartis dans six écoles de l'UNRWA. Plus de 16 000 des 22 600 personnes ont regagné le camp en mars 2021, tandis que 4 000autres sont restées dans les environs du camp.
La majorité des réfugiés travaillaient auparavant dans des usines et des installations industrielles, ou comme journaliers dans des fermes appartenant à des Syriens. Les femmes travaillaient principalement comme domestiques à Damas pour soutenir le revenu familial. Mais ces opportunités ont diminué pendant le conflit et le taux de chômage reste très élevé avec des ressources financières limitées.
Comme dans d'autres régions de Syrie, les déplacements, le chômage, l'inflation et les risques liés à la protection et à la sécurité figurent parmi les principales préoccupations des réfugiés palestiniens et des Syriens. Le conflit qui dure depuis dix ans a entraîné une augmentation des mariages précoces, du travail des enfants, de la toxicomanie, de la violence et des problèmes psychologiques. Malgré les contraintes financières, l'UNRWA a redoublé d'efforts pour mener des activités de prévention et de sensibilisation et pour fournir un soutien psychosocial par l'intermédiaire de ses écoles et du centre communautaire.La situation a encore été exacerbée par la pandémie de COVID-19.